# Бичир, Демиан
Деми́ан Бичи́р На́хера (исп. Demian Bichir Najera; МФА [deˈmjan biˈtʃir ˈnaxeɾa], род. 1 августа 1963, Торреон) — мексиканский актёр. Номинант на премию «Оскар» за роль в фильме «Лучшая жизнь» (2011).

## Биография
Демиан Бичир родился 1 августа 1963 года в Торреоне, штат Коауила, в семье актёров Алехандро Бичира и Марикрус Нахеры. Вместе с братьями Бруно и Одисео, которые также стали актёрами, Демиан учился в начальной школе имени Франсиско Медины Асценсио в Мехико. Актёрский дебют Бичира состоялся в драматическом телесериале «Рина», где 14-летний актёр сыграл роль Хуанито. Вплоть до 1985 года Бичир играл в одних только телесериалах.
На вопрос, почему он стал актёром, Бичир отвечал:

На меня очень повлиял Джек Николсон. Мне было 16, и я на автобусе добирался до кинотеатра, чтобы посмотреть «Пролетая над гнездом кукушки». А после фильма весь обратный путь представлял себя главным героем. Помню, сижу в автобусе и думаю: вот сейчас он развернется и отвезет меня в сумасшедший дом. Джек Николсон просто потряс меня своим талантом— Демиан Бичир, 
В 1985 году Демиан Бичир впервые снялся в большом кино, исполнив роль Чая в полнометражной драме Игнасио Ретеса «Путешествие в рай». После этого последовали небольшие роли в фильмах "Отель «Колониал» и «Кающаяся». Перевоплощение в Хорхе в детективном триллере «Красный рассвет» принесло актёру настоящую популярность на родине: фильм стал обладателем 11 статуэток премии «Ариэль». В 1995 году сам Бичир выиграл данную премию за исполнение роли Морисио в триллере «Насмерть».
Одна из самых успешных ролей Бичира — Томас в комедии «Секс, стыд и слёзы» (1999), за роль в которой актёр снова номинировался на премию «Ариэль». В 2003 году Бичир стал лауреатом премии MTV Movie Awards, раздаваемой специально для мексиканских актёров, в категории, названной в честь его самого — «Лучший Бичир в фильме». Статуэтку Демиану вручили за роль боксёра Мэнни в комедии «Нет вестей от Бога».
2011 год стал знаковым для карьеры Бичира: актёр перевоплотился в любящего и заботливого отца Карлоса Галиндо в драме Криса Вайца «Лучшая жизнь». 24 января 2012 года Американская академия кинематографических искусств и наук объявила номинантов на премию «Оскар», в числе которых был и Демиан Бичир, поборовшийся за статуэтку с Гэри Олдменом, Джорджем Клуни, Брэдом Питтом и Жаном Дюжарденом. По словам самого Бичира, он был ошеломлен своей номинацией и считает, что её бы не было, если бы Крис Вайц не был режиссёром фильма. Примечательно, что Бичир является первым мексиканским актёром, номинированным на «Оскар», с 1964 года — когда был выдвинут Энтони Куинн.

## Фильмография
| Год       |    | Русское название                              | Оригинальное название                           | Роль                           |
| --------- | -- | --------------------------------------------- | ----------------------------------------------- | ------------------------------ |
| 1977      | с  | Рина                                          | Rina                                            | Хуанито                        |
| 1982      | с  | Жизнь в любви                                 | Vivir enamorada                                 | Начо                           |
| 1983      | с  | Когда дети уходят                             | Cuando los hijos se van                         | Рикардо                        |
| 1983      | тф | Выбор сердца                                  | Choices of the Heart                            | Армандо                        |
| 1984      | с  | Счастливые года                               | Los años felices                                | Томас                          |
| 1985      | ф  | Путешествие в рай                             | Viaje al paraíso                                | Чуи                            |
| 1987      | ф  | Отель «Колониаль»                             | Hotel Colonial                                  | молодой гостиничный клерк      |
| 1988      | ф  | Кающаяся                                      | The Penitent                                    | Роберто                        |
| 1988      | с  | Вокруг чудеса                                 | El rincón de los prodigios                      | Мончито                        |
| 1990      | ф  | Красный рассвет                               | Rojo amanecer                                   | Хорхе                          |
| 1993      | ф  | Мирослава                                     | Miroslava                                       | Рикардо                        |
| 1993      | ф  | Супружеская жизнь                             | La vida conyugal                                | Гаспар                         |
| 1994      | ф  | Насмерть                                      | Hasta morir                                     | Морисио                        |
| 1995      | ф  | Никто не будет говорить о нас, когда мы умрем | Nadie hablará de nosotras cuando hayamos muerto | Омар                           |
| 1995      | с  | Узы любви                                     | Lazos de amor                                   | Валенте Сегура                 |
| 1996      | ф  | Салун в Мехико                                | Salón México                                    | инспектор Кастелеон            |
| 1996      | с  | Ничего личного                                | Nada personal                                   | комманданте Альфонсо Карбахаль |
| 1996      | ф  | Соло                                          | Solo                                            | Рио                            |
| 1997      | ф  | Пердита Дуранго                               | Perdita Durango                                 | Каталина                       |
| 1998      | с  | Слишком большое сердце                        | Demasiado corazón                               | комманданте Альфонсо Карбахаль |
| 1998      | ф  | Ночные огни                                   | Luces de la noche                               | Эдуардо                        |
| 1999      | ф  | Секс, стыд и слёзы                            | Sexo, pudor y lágrimas                          | Томас                          |
| 1999      | ф  | Аве Мария                                     | Ave Maria                                       | Даниэль                        |
| 2000      | ф  | Вся сила                                      | Todo el poder                                   | Габриэль                       |
| 2000      | ф  | Захват посольства                             | La toma de la embajada                          | Росемберг Пабон                |
| 2001      | тф | Во времена бабочек                            | In the Time of the Butterflies                  | Маноло                         |
| 2001      | ф  | Нет вестей от Бога                            | Sin noticias de Dios                            | Мэнни                          |
| 2002      | ф  | Тёмный город                                  | Ciudades oscuras                                | Марио                          |
| 2002      | ф  | Госпиталь Хартбрейк                           | Heartbreak Hospital                             | Тонио                          |
| 2004      | с  | Сапата                                        | Zapata: Amor en rebeldía                        | Эмилиано Сапата                |
| 2004      | ф  | Гипноз                                        | Hipnos                                          | Мигель                         |
| 2005      | ф  | Американская виза                             | American Visa                                   | профессор Марио Альварес       |
| 2006      | ф  | За небесами                                   | Fuera del cielo                                 | Мальборо                       |
| 2008      | ф  | Че                                            | Che                                             | Фидель Кастро                  |
| 2008—2010 | с  | Дурман                                        | Weeds                                           | Эстебан Рейес                  |
| 2010      | ф  | Взлётно-посадочная полоса                     | The Runway                                      | Эрнесто                        |
| 2011      | ф  | Лучшая жизнь                                  | A Better Life                                   | Карлос Галиндо                 |
| 2012      | ф  | Дикари                                        | Savages                                         | Алекс                          |
| 2012      | ф  | Копы в юбках                                  | The Heat                                        | Хал                            |
| 2013      | ф  | Мачете убивает                                | Machete Kills                                   | Мендес                         |
| 2013—2014 | с  | Мост                                          | The Bridge                                      | детектив Марко Руис            |
| 2014      | ф  | Смерть в Буэнос-Айресе                        | Muerte en Buenos Aires                          | инспектор Чавес                |
| 2014      | ф  | Дом Хемингуэй                                 | Dom Hemingway                                   | мистер Фонтейн                 |
| 2015      | ф  | Омерзительная восьмёрка                       | The Hateful Eight                               | Боб                            |
| 2017      | ф  | Чужой: Завет                                  | Alien: Covenant                                 | сержант Лоуп                   |
| 2018      | ф  | Проклятие монахини                            | The Nun                                         | отец Бёрк                      |
| 2019      | с  | Гранд-отель                                   | Grand Hotel                                     | Сантьяго Мендоса               |
| 2020      | ф  | Проклятие                                     | The Grudge                                      | детектив Гудман                |
| 2020      | ф  | Полночное небо                                | The Midnight Sky                                | Санчес                         |
| 2021      | ф  | Поступь хаоса                                 | Chaos Walking                                   | Бен Мур                        |
| 2021      | ф  | Годзилла против Конга                         | Godzilla vs. Kong                               | Уолтер Симмонс                 |
| 2022      | с  | Впусти меня                                   | Let the Right One In                            | Марк Кейн                      |
| 2024      | ф  | Без крови                                     | Without Blood                                   | Тито                           |
| 2025      | ф  | Чёрный телефон 2                              | The Black Phone 2                               |                                |

## Театральные работы
- 2012 — Плавание с акулами